# Пожарная часть (Загородный проспект)

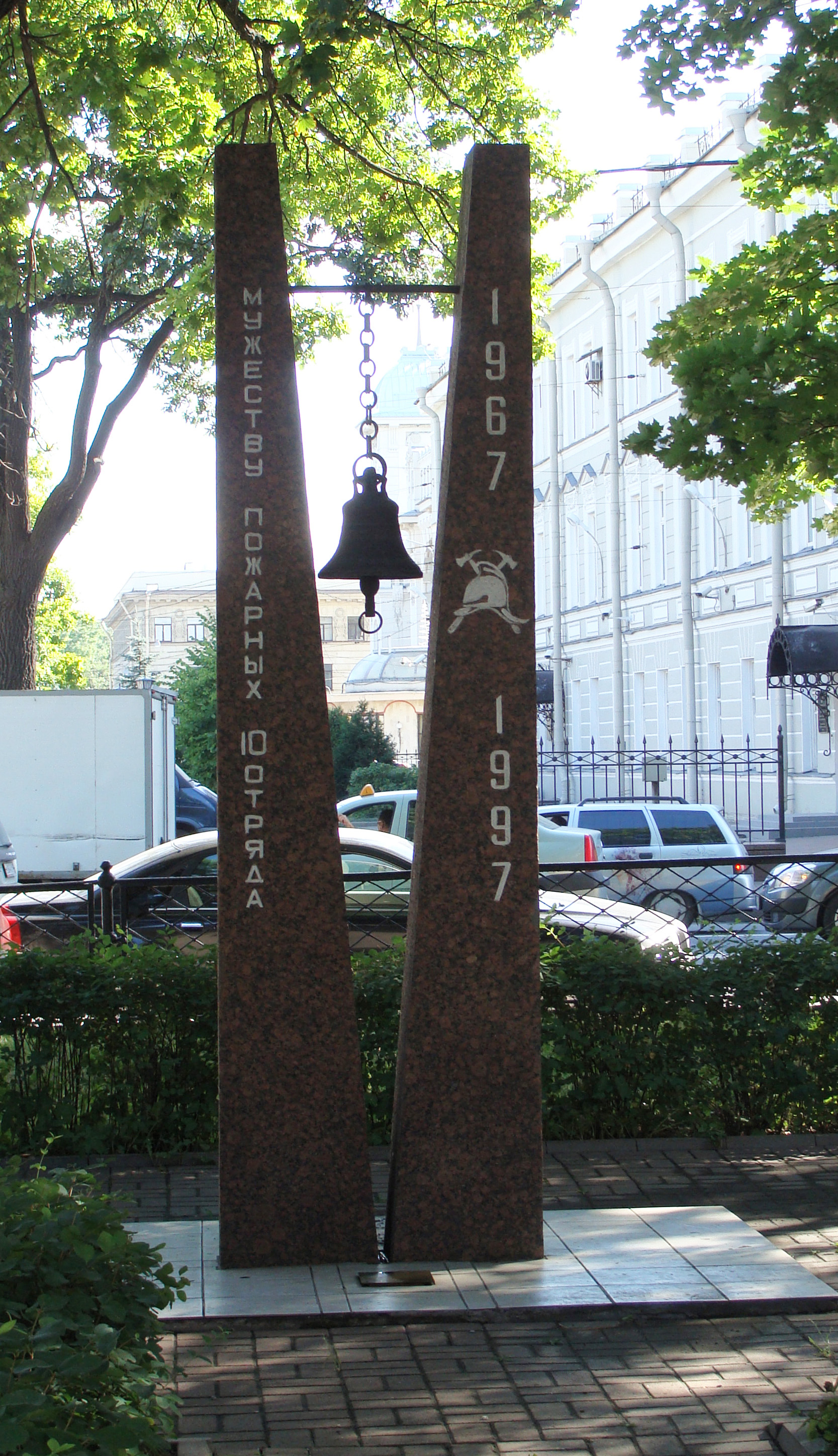
Памятник рядом со зданием

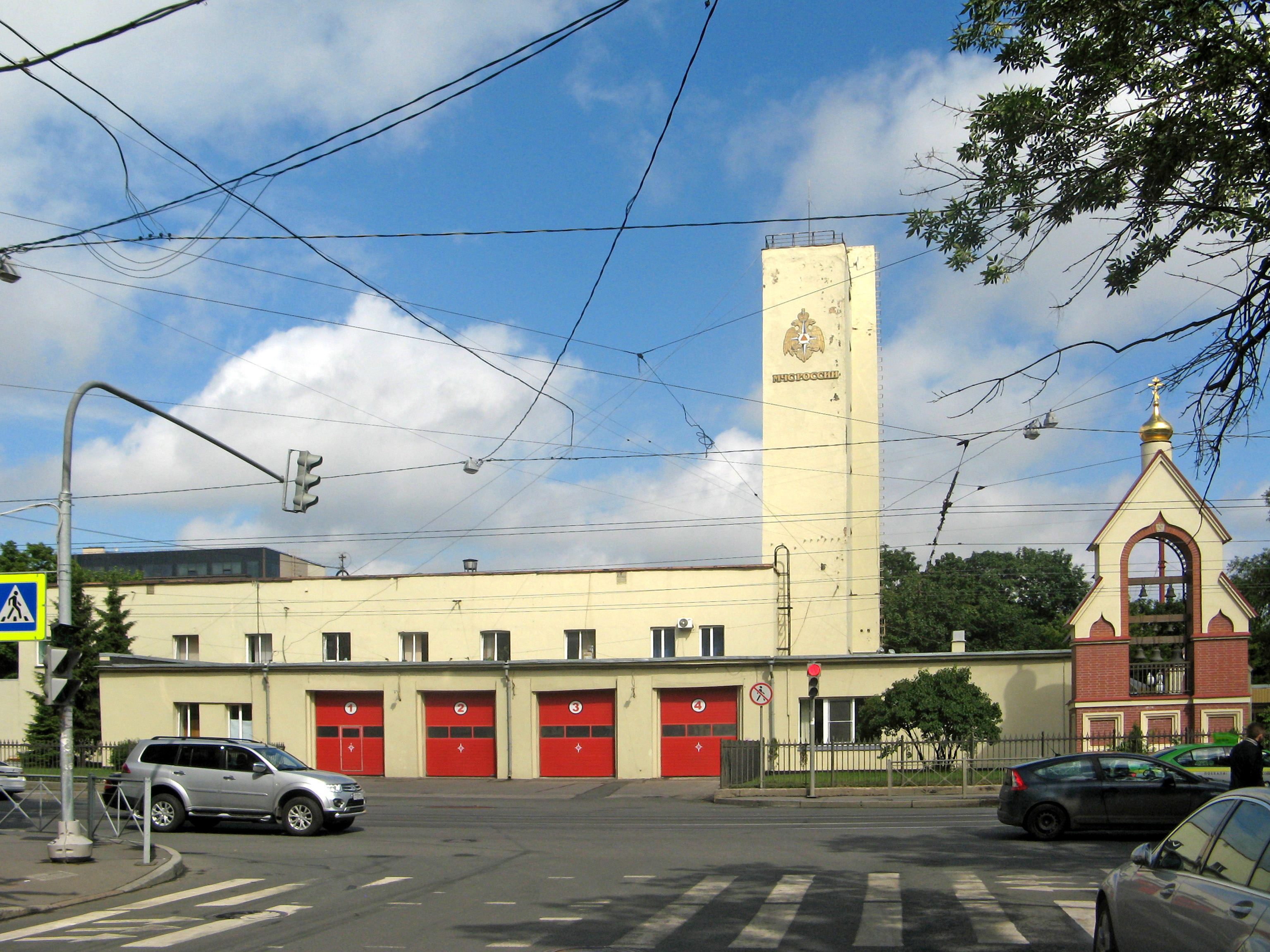
Здание по схожему проекту на Лесном

Здание пожарного депо — памятник архитектуры. Расположен в Санкт-Петербурге, современный адрес дома — Загородный проспект, 56.
Конкурс на проект типового здания механизированной пожарной части был объявлен в 1927 году, но ни один из 47 поданных проектов не соответствовал требованиям. В 1929 году И. Г. Капцюг разработал новый проект, который был утверждён в сентябре 1930 года и завершён в 1931 году (есть предположения, что Капцюг лишь строил здание, а автором проекта был Г. А. Симонов). По схожему проекту были построены пожарные части на Лесном проспекте и в Новой деревне.
При постройке были сохранены все расположенные на участке зелёные насаждения, здание расположено так, чтобы скрывать перепад между Рузовской и Можайской улицами.
Основные группы помещений здания — спальня, учебные мастерские, квартиры начальства, башня (камера для сушки шлангов) и гараж.
Гараж освещается через окна над въездными воротами, фасад лишён украшений. На главном фасаде четыре пары ворот, между которыми постановлены пары тонких столбиков с узкой вертикальной полоской остекления между ними. На здании стоят модные в 1920-х годах решётчатые парапеты. Окна квадратные — вероятно, ради экономии материалов, хотя, может, и вследствие прямого отказа архитектора от ленточных окон. Здание отштукатурено «под шубу», в оформлении сочетается жёлтый цвет стен и красный — решёток.
1959 году пожарная команда, размещённая в здании, первой получила звание «Отличная часть»; рядом со зданием находится памятник «Мужеству пожарных 10 отряда, 1967—1997», скульптор гранитной стелы — А. С. Чаркин.